# Страх крапка ком
Страх крапка ком (англ. FeardotCom) — американський фільм жахів 2002 року.

## Сюжет
Команда молодого детектива Майка Рейллі з честолюбною дослідницею з Міністерства охорони здоров'я Террі Х'юстон намагаються розкрити причину смертельних випадків. Єдиний фактор, який об'єднує жертв, кожен помер точно через 48 годин після входу на сайт Feardot.com. Вони каралися за їх цікавість? Щоб розслідувати цю справу Майк входить в систему, і годинник починає зворотний відлік — тепер у нього є тільки 48 годин.

## У ролях
- Стівен Дорфф — детектив Майк Рейллі
- Наташа Макелхон — Террі Х'юстон, Міністерство охорони здоров'я
- Стівен Рі — Алістер Пратт, «Доктор»
- Удо Кір — Полідорі
- Амелія Кертіс — Деніз Стоун
- Джеффрі Комбс — Сайкс
- Найджел Террі — Тернбулл
- Гезіна Кукровскі — Джинні
- Майкл Саразін — Френк Брайант